# Heinkel He P.1078

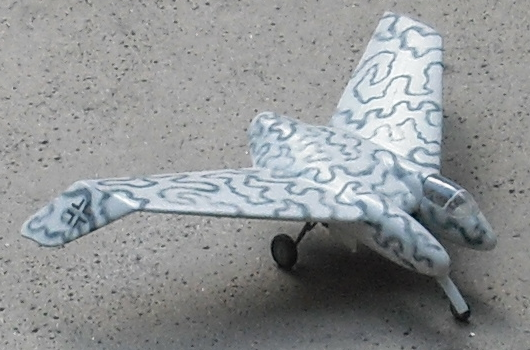
Een model van de Heinkel He P.1078 B

De He P.1078 was een project voor een jachtvliegtuig dat werd ontwikkeld door de Duitse vliegtuigbouwer Heinkel.

## Ontwikkeling
Het project werd gestart voor het noodprogramma van 1944 voor de ontwikkeling van een eenvoudig te fabriceren jachtvliegtuig. Het project bestond uit drie totaal verschillende ontwerpen. Men heeft bij Heinkel in januari en februari 1945 aan deze ontwerpen gewerkt. Het project stond onder leiding van Siegfried Günter.

## Uitvoeringen

#### Heinkel He P.1078A
Dit ontwerp was voorzien van een standaard romp met een dunne staartboom. De romp was geheel van metaal vervaardigd. De vleugels waren van hout en hoog tegen de rompzijkant geplaatst. Deze hadden een meeuwenvleugel vorm en waren voorzien van een pijlstand van 40 graden. De bewapening bestond uit twee 30 mm MK108 kanonnen in de rompneus. Er was een neuswiel landingsgestel toegepast. Het hoofdlandingsgestel werd in de romponderkant opgetrokken, het neuswiel achterwaarts in de rompneus. De Heinkel He S 011 straalmotor was onder de cockpit in de rompneus aangebracht. De uitlaat bevond zich onder de lange staartboom. De cockpit bevond zich in de rompneus en was voorzien van een druppelkap.

##### Technische specificaties
Afmetingen:
- Spanwijdte: 8,80 m.
- Lengte: 9,48 m.
- Vleugeloppervlak: 16,90 m².

Prestaties:
- Maximumsnelheid: 980 km/uur op zee hoogte.
- Actieradius: 1.500 km op 11.000 m.
- Plafond: 12.900 m.

#### Heinkel He P.1078B
Dit was het tweede ontwerp in het P.1078 project. Het toestel was een staartloos jachtvliegtuig met een ongewone indeling. Het ontwerp beschikte over twee rompneuzen. De cockpit bevond zich in de rompneus aan de bakboordzijde. Deze stak een deel voor de vleugelvoorrand uit. De bewapening en de radar was aangebracht in een rompneus aan de stuurboordzijde. De bewapening bestond uit twee 30 mm MK108 kanonnen. Het toestel was voorzien van een meeuwenvleugel met een pijlstand van 40 graden. De vleugeltippen waren naar beneden gericht. Er was een neuswiel landingsgestel aangebracht. Het neuswiel werd achterwaarts in de bakboordgondel opgetrokken. Het hoofdlandingsgestel werd voorwaarts in de romponderkant opgetrokken. De Heinkel He S 011 straalmotor was in de rompachterkant aangebracht. De luchtinlaat was tussen de twee rompneuzen aangebracht.

##### Technische specificaties
Afmetingen:
- Spanwijdte: 9,43 m.
- Lengte: 6,04 m.
- Vleugeloppervlak: 20,30 m².

Prestaties:
- Maximumsnelheid: 1.025 km/uur op zee hoogte.
- Actieradius: 1.545 km op 11.000 m.
- Plafond: 13.700 m.

#### Heinkel He P.1078C
Het laatste ontwerp van het P.1078 project was een staartloos toestel. Het ontwerp werd tegen het einde van 1944 ingediend voor het “Jägernotprogram”. De romp was kort uitgevoerd en geheel van metaal gemaakt. De vleugels waren hoog tegen de rompzijkant geplaatst en voorzien van een pijlstand van 40 graden. Deze waren van hout vervaardigd. De gehele brandstofcapaciteit van 1.450 lt was in de vleugels ondergebracht. De brandstoftanks waren niet van enige bescherming voorzien. De motor was de Heinkel He S 011 straalmotor van 1.300 kg stuwdruk met een platte luchtinlaat in de rompneus onder de cockpit. De luchtinlaat was plat uitgevoerd om ruimte te maken voor de cockpit, neuswiel en de bewapening van twee 30 mm MK108 kanonnen. De kanonnen beschikte elk over 100 schoten. Het zou waarschijnlijk geheel van metaal worden gebouwd behalve de buitenste vleugelpanelen. Er was een neuswiel landingsgestel aangebracht. Het hoofdlandingsgestel werd voorwaarts in de rompzijkanten opgetrokken, het neuswiel draaide eerst over 90 graden en werd hierna achterwaarts opgetrokken in de onderkant van de rompneus.
Men had binnen het RLM hun bedenkingen over dit ontwerp. Men vond de onbeschermde brandstoftanks een van de grootste problemen. Tevens dacht men dat de korte romp niet geschikt zou zijn voor gebruik bij hoge snelheden.

##### Technische specificaties
Afmetingen:
- Spanwijdte: 9 m.
- Lengte: 6,10 m.
- Vleugeloppervlak: 17,80 m².

Prestaties:
- Maximumsnelheid: 1.010 km/uur op zee hoogte.

## Afronding van het project
Het project werd niet verder ontwikkeld nadat er op 27 – 28 februari 1945 een overleg had plaatsgevonden over de toekomst van dit en de andere projecten in het “Jägernotprogram”. Het RLM had de beslissing genomen om zich te concentreren op de Ta 183, Ju EF 128, Me P.1110 en Bv P.212 ontwerpen.